# Вербовая Балка (Николаевская область)
Вербовая Балка (укр. Вербова Балка) — село в Первомайском районе Николаевской области Украины.
Население по переписи 2001 года составляло 182 человек.

## Местный совет
55222, Николаевская обл., Первомайский р-н, пгт Подгородная, ул. Комсомольская, 12-а, тел. 66-106